# معجم سانسيدو للغة اليابانية
معجم سانسيدو للغة اليابانية (باليابانية: 三省堂国語辞典) ويُشار إليه اختصارًا بسانكوكو (باليابانية: 三国)، هو معجم ياباني عامّ الاستعمال. يرتبط هذا المعجم ارتباطًا وثيقًا بمعجم آخر معاصر تصدره شركة سانسيدو أيضًا، وهو المعجم الجديد الواضح للّغة اليابانية (باليابانية: 新明解国語辞典).
يُراجَع معجم سانسيدو للغة اليابانية تقريبًا مرة كل عقد.
- 1960، الطبعة الأولى
- 1974، الطبعة الثانية
- 1982، الطبعة الثالثة
- 1992، الطبعة الرابعة
- 2001، الطبعة الخامسة
- 2007، الطبعة السادسة
- 2014، الطبعة السابعة
- 2021، الطبعة الثامنة[1]